# وقواق إفريقي
وقواق أفريقي (الاسم العلمي: Cuculus gularis) (بالإنجليزية: African Cuckoo)‏ هو نوع من الطيور يتبع جنس الوقواق من فصيلة طيور الوقواق.